# Sony Alpha 900
Die Sony α900 (DSLR-A900) ist eine digitale Spiegelreflexkamera von Sony. Als sechstes Modell der herstellereigenen α-Reihe war sie das erste Modell mit Vollformatsensor des Herstellers.
Die Kamera besitzt ein Infodisplay auf der Kameraoberseite sowie einen Dachkant-Pentaprismensucher mit einer 0,74-fachen Vergrößerung und einer Bildfeldabdeckung von 100 %.

## Geschichte
Die Kamera wurde am 9. September 2008 im Vorfeld der photokina vorgestellt und war seit Oktober 2008 erhältlich. Erstmals mit Vollformatsensor ausgestattet, bildete die Kamera den Einstieg von Sony in den Markt der professionellen Digitalfotografie. Um dennoch Abwärtskompatibilität zu gewährleisten, wird bei Verwendung der für APS-C-Sensoren entwickelten DT-Objektive die Sensorgröße entsprechend eingeschränkt (ähnlich dem DX-/FX-Objektiv-Wechselmodus der Nikon D3 und D700).
Bereits vor der offiziellen Vorstellung der Alpha 900 wurden Prototypen dieser Kamera mitsamt der Alpha 700 vorgestellt.

## Überblick
- 36 mm × 24 mm-Kleinbild-CMOS-Sensor
- zwei BIONZ-Prozessoren
- 24,6-Megapixel-Sensor
- 9-Punkt-Autofokus mit zentralem f/2,8 Doppelkreuzsensor und 10 AF-Hilfspunkten
- Verschlusszeit 30 s bis 1/8000 s, bulb, Serienaufnahmen bis 5 Bilder/s
- Glas-Pentaprismensucher mit 100 % Bildfeldabdeckung und 0,74-facher Vergrößerung
- hochauflösendes nicht klappbares 3,0"-Display mit einer Auflösung von 921.600 Subpixeln (640 × 480 Pixel RGB)
- Aluminiumchassis und ein Gehäuse aus einer Magnesiumlegierung
- integrierte optische Bildstabilisierung des Sensors (Super Steady Shot)
- Quick-Navi-Bedienkonzept
- Schutz gegen Staub durch antistatische Beschichtung und Sensor-Shift-Mechanismus

## Besondere Merkmale der Kamera
Mit der Alpha 900 hat Sony seine erste digitale Vollformatsensor-Spiegelreflexkamera herausgebracht. Sie ist mit einer im Gehäuse integrierten Bildstabilisierung (von Sony Super Steady Shot genannt) ausgestattet.
Der CMOS-Sensor mit 24,6 Megapixeln Auflösung stellte bis zur Markteinführung der Nikon D800 mit 36,3 Megapixeln das Maximum für Kleinbild-Spiegelreflexkameras dar.
Zu den weiteren besonderen Merkmalen der Kamera gehört auch der helle und klare Glas-Pentaprismensucher mit 100 % Bildfeldabdeckung und 0,74-facher Vergrößerung.
Diese Eigenschaften eines Pentaprismensuchers sind oftmals professionellen Kameramodellen vorbehalten, während andere digitale Spiegelreflexkameras beispielsweise fast ausschließlich nur eine Bildfeldabdeckung von 95 % bieten.